# Ы (буква маньчжурского алфавита)
Хэргэни сы — дополнительный слог первого раздела силлабария Чжуван чжувэ маньчжурской письменности (маньчж. тулэрги хэргэнь — «внешняя буква»). Слог может быть отнесён к разделу буквы Са. Но так как он в маньчжурском языке не используется, а применяется только для транскрипции китайского слога «Сы» (см. Сы чжуинь — ㄙ), то он не сочетается с другими финалями и в других разделах Чжуван чжувэ не встречается.

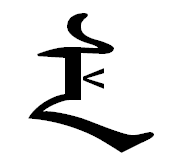
Сы